# Louis Dorville Jouannet
Louis Dorville Jouannet (19 juin 1813, Pointe-à-Pitre - date et lieu de décès inconnu) est un magistrat et homme politique français, député de la Guyane sous la Seconde république.

## Note et références
1. ↑  « Louis, Dorville Jouannet », sur Assemblée nationale (France) (consulté le 24 juin 2025).